# Кожани (округ)
Округ Кожани (грч. Νομός Κοζάνης) је округ у периферији Западна Македонија и историјској покрајини Македонији у северној Грчкој. Управно средиште округа је истоимени град Кожани.
Округ Кожани је успостављен 2011. године на месту некадашње префектуре, која је имала исти назив, обухват и границе.

## Природне одлике
Округ Кожани је континентални округ Грчке. На северу се овај округ граничи са окрузима Лерин и Пела, на западу са округом Костур, на југу са округом Гребен, на југоистоку са округом Лариса, а на западу са окрузима Пијерија и Иматија.
Најважнији део округа је средишња висораван на око 700 m, која својим јужним делом излази на реку Бистрицу(Алиакмонас), где је на реци образовано језеро Политифос. Источни и западни део је изразито планински са планинама Горуша (Војо) на југозападу, Каракамен (Вермио) на североистоку и Снежник (Аскио) на западу. Северни планински део је богат рудама, а западни и источни су богати шумама. Обаст Кожана пресеца се пут Игњација.
Клима у округу Кожани је због знатне висине континентална, да би на још већим висинама прешла у планинску.

## Историја
У доба антике ова област је била постала значајна после освајања од стране античке Македоније. У каснијим епохама долази владавина Римљана, затим Византинаца и на крају Османлија. Иако су месни Грци били веома активни током свих побуна против Турака, ово подручје поново постало део савремене Грчке тек 1913. г. Исте године образована је велика префектура, из које су се касније (1947. г.) издвојиле префектуре , одн. данашњи окрузи: Лерин, Костур и Гребен. После Грчко-турског рата 1923. г. турско становништво се иселило у матицу, а на њихово место су досељени Грци избеглице из Мале Азије. Други светски рат и Грађански рат у Грчкој су тешко погодили ову област. Округ је протеклих деценија била модернизован, пре свега захваљујући отварању рудокопа. Међутим, 1996. г. област Кожана је погодио земљотрес. Последњих година најважнија месна ствар је изградња савременог ауто-пута Игњација.

## Становништво
Главно становништво округа су Грци. Доминира градско становништво. Кожани су највећи град, а значајан је и Кајлар (Птолемаида) на северу округа.
По последњем попису из 2021. године округ Кожани је имао око 137.000 становника, од чега око 1/3 живи у седишту округа, граду Кожанима.
Етнички састав: Главно становништво округа су Грци, уз словенску и аромунску мањину. У округу живи и заједница Рома и мања група новијих досељеника.
Густина насељености је око 45 ст./км2, што је осетно мање од просека Грчке (око 80 ст./км2). Средишња висораван око Кожана је много боље насељена него планине на истоку и западу.

## Управна подела и насеља
Округ Кожани се дели на 5 општине:
1. Велвендо (грч. ΔήμοςΒελβεντού)
2. Горуша (грч. Δήμος Βοΐου)
3. Еордеја (грч. Δήμος Εορδαίας)
4. Кожани (грч. Δήμος Κοζάνης)
5. Сервија (грч. Δήμος Σερβίων)

Кожани и Кајлар су највећа насеља (> 10.000 ст.) у округу.

## Привреда
Округ Кожани традицонално је био познат по трговцима, који су некад тговали целим Балканом. И данас је префектура Кожани привредно успешна, али захваљујући рударству (угаљ, со, хром, азбест). Посебно је важан угаљ-лигнит, као преко потребна сировина за енергетику у Грчкој, која има мањак енергетских сировина. Додатак овоме је и хидроцентрала на вештачком језеру Политифос.